# Wrestle Kingdom V
Wrestle Kingdom V fue la quinta edición de Wrestle Kingdom, un evento pago por visión (PPV) de lucha libre profesional realizado por la New Japan Pro-Wrestling. Tuvo lugar el 4 de enero de 2011 desde el Tokyo Dome en Tokio, Japón.
Por tercera vez consecutiva el evento contó con la participación de luchadores de la Total Nonstop Action Wrestling y del Consejo Mundial de Lucha Libre, Pro Wrestling NOAH, Pro Wrestling ZERO1 y All Japan Pro Wrestling. Para el evento asistieron 42 000 personas, cifra récord en los últimos seis años en el Tokyo Dome.

## Resultados
- Tama Tonga, Tiger Mask, Tomoaki Honma & Wataru Inoue) derrotaron a Gedo, Jado, Tomohiro Ishii & Yujiro Takahashi (7:33)

- Kōji Kanemoto & Ryusuke Taguchi) derrotaron a Kenny Omega & Taichi Ishikari (8:04)

- Bad Intentions (Giant Bernard & Karl Anderson) derrotaron a Beer Money, Inc. (James Storm & Robert Roode) y a Muscle Orchestra (Manabu Nakanishi & Strong Man) reteniendo el Campeonato de Parejas de la IWGP (8:36)

- Máscara Dorada & La Sombra derrotaron a Jushin Thunder Liger & Héctor Garza) (7:42)

- Hiroyoshi Tenzan derrotó a Takashi Iizuka en un Deep Sleep to lose match (11:13)

- Rob Van Dam derrotó a Toru Yano en un Hardcore match (11:28)

- Yuji Nagata derrotó a Minoru Suzuki (16:15)

- Prince Devitt derrotó a Kōta Ibushi reteniendo el Campeonato Mundial de Peso Semicompleto de la IWGP (16:22)

- Takashi Sugiura & Yoshihiro Takayama derrotaron a Hirooki Goto & Kazuchika Okada (12:08)

- Jeff Hardy derrotó a Tetsuya Naitō reteniendo el Campeonato Mundial de Peso Completo de la TNA (11:04)

- Shinsuke Nakamura derrotó a Go Shiozaki  (14:17)

- Togi Makabe derrotó a Masato Tanaka (12:46)

- Hiroshi Tanahashi derrotó a Satoshi Kojima ganando el Campeonato Mundial de Peso Completo de la IWGP (21:57)